# Старигіно (Нікольське сільське поселення)
Стари́гіно (рос. Старыгино) — присілок у складі Нікольського району Вологодської області, Росія. Входить до складу Нікольського сільського поселення.

## Населення
Населення — 3 особи (2010; 13 у 2002).
Національний склад (станом на 2002 рік):
- росіяни — 100 %